# Budîmlea, Dubrovîțea
Budîmlea (în ucraineană Будимля) este un sat în comuna Perebrodî din raionul Dubrovîțea, regiunea Rivne, Ucraina.

## Demografie
Componența lingvistică a localității Budîmlea
     Ucraineană (100%)
Conform recensământului din 2001, toată populația localității Budîmlea era vorbitoare de ucraineană (100%).